# Kojetice (zámek)
Zámek Kojetice stával v obci Kojetice v blízkosti Kojetického potoka.

## Historie
Zámek byl založen ve druhé polovině 19. století spolu s okolním parkem. Po roce 1945 využíval zámek státní statek, který zde měl byty. Od 70. let 20. století nebyl využíván a chátral. V roce 1982 byl zámek z rozhodnutí Místního národního výboru Kojetice zbořen.
Dnes je na místě zámku pozemek zarostlý stromy a keři a také jezírko.